# تیم ملی فوتبال زیر ۲۳ سال هند
تیم ملی فوتبال زیر ۲۳ سال هند (به انگلیسی: India national under-23 football team) تیم فوتبال جوانان کشور هند است و زیر نظر فدراسیون فوتبال هند فعالیت می‌کند. این تیم نمایندهٔ هند در بازی‌های المپیک و بازی‌های آسیایی است.